# Prduša Vela
Koordinati:   43°42′55″N, 15°27′00″E
Prduša Vela je nenaseljen otoček v Jadranskem morju. Pripada
Hrvaški.
Prduša Vela leži v Narodnem parku Kornati okoli 0,5 km južno od otočka Škulj. Njegova površina meri 0,045 km², dolžina obalnega pasu je 1,25 km. Najvišji vrh je visok 22 mnm.